# 76. nordlige breddekreds
Den 76. nordlige breddekreds (eller 76 grader nordlig bredde) er en breddekreds, der ligger 76 grader nord for ækvator. Den løber gennem Atlanterhavet, Europa, Asien, Ishavet og Nordamerika.